# شتيفان فراي
شتيفان فراي (بالإنجليزية: Stefan Frei)‏ (و. 1986  م) هو لاعب كرة قدم، من سويسرا، يلعب كحارس مرمى.

## روابط خارجية
- شتيفان فراي على موقع الدوري الأمريكي (الإنجليزية)
- شتيفان فراي على موقع قاعدة بيانات كرة القدم.إي يو (الإنجليزية)
- شتيفان فراي على موقع Soccerbase.com (لاعب) (الإنجليزية)
- شتيفان فراي على موقع Soccerway.com (الإنجليزية)
- شتيفان فراي على موقع عالم كرة القدم.نت (الإنجليزية)
- شتيفان فراي على موقع AS.com (الإسبانية)